# 高鐵台中站
高鐵台中站位於臺灣臺中市烏日區，又稱為高鐵烏日站，為台灣高速鐵路的車站，鄰近臺中市區及彰化市區，依旅次人數為高鐵全線第二大站。該站與台鐵新烏日車站以及臺中捷運高鐵台中站共站，為中台灣唯一的「三鐵共站」及第一座跨業者共站的車站，也是臺中市除台鐵台中車站外另一重要的交通樞紐。該站亦鄰近國道1號的王田交流道以及國道3號、台74線的快官交流道。

## 車站構造
高鐵台中站為站內兩座島式月台、六條股道的高架車站，其中正中央的兩條為沒有設置月台的通過線，由於目前高鐵所有班次都會停靠本站，因此通過線主要用途為列車回送，與其他車站不同。高鐵台中站造價新台幣50億圓，是台灣規模最大且造價最高的高鐵站，總基地面積約35,626坪，站體長420公尺、寬50公尺、高30公尺，總樓地板面積33,363坪，是臺灣目前全部高鐵站中規模最大者，由華業建築事務所設計，以梭子為設計概念，與台鐵新烏日車站、臺中捷運綠線高鐵台中站有室內人行通道相連接。

### 月台配置
| 1 | 1A     | 臺灣高速鐵路（南下） | 往 彰化、雲林、嘉義、臺南 、左營 方向      |
| 2 | 1B     | 臺灣高速鐵路（南下） | 往 彰化、雲林、嘉義、臺南 、左營 方向      |
| 3 | 無月台 | 臺灣高速鐵路（南下） | 通過線                                     |
| 4 | 無月台 | 臺灣高速鐵路（北上） | 通過線                                     |
| 5 | 2A     | 臺灣高速鐵路（北上） | 往 苗栗、新竹、桃園、板橋、臺北、南港 方向 |
| 6 | 2B     | 臺灣高速鐵路（北上） | 往 苗栗、新竹、桃園、板橋、臺北、南港 方向 |

### 車站樓層
| 地上 三樓 | 1A月台   | 台灣高鐵 往 左營 方向（彰化站） |
| 地上 三樓 | 島式月台 |                                 |
| 地上 三樓 | 1B月台   | 台灣高鐵 往 左營 方向（彰化站） |
| 地上 三樓 | 通過線   | 南下迴送車通過線                |
| 地上 三樓 | 通過線   | 北上迴送車通過線                |
| 地上 三樓 | 2A月台   | 台灣高鐵 往 南港 方向（苗栗站） |
| 地上 三樓 | 島式月台 |                                 |
| 地上 三樓 | 2B月台   | 台灣高鐵 往 南港 方向（苗栗站） |

| 地上 二樓 | 大廳層 | 出入口、服務台、旅遊服務中心、汽車送客區、商店 售票處、自動售票機、驗票閘門、等候區 洗手間、育嬰室 |
| 地上 二樓 | 大廳層 | 人行通道（通往新烏日車站與捷運高鐵台中站）                                                         |

| 地面 | 聯外區 | 停車場、市區公車．客運轉運站、計程車排班區、汽機車接送區 |

### 車站出口
台中站共設有10個出口，其中出口1號至4號位於車站二樓，出口5號至7號在車站一樓，另有一個無編號出口，主要往返車站廣場、汽機車停車場、公共運輸候車區及轉運站及其他周邊設施。在各個車站出口，均設有指示牌顯示出口周邊的建築物及設施列表。
- 無編號出口
  - 台鐵新烏日車站/捷運高鐵台中站出入口1
- 1號出口
  - 1A - 第一停車場（小客車、機車停車場）、臨停接送區
  - 1B - 第一停車場（小客車、機車停車場）、臨停接送區
- 2號出口
  - 第一停車場（汽機車停車場）
- 3號出口
  - 車站廣場南側
- 4號出口
  - 4A - 車站廣場北側
  - 4B - 車站廣場北側
- 5號出口
  - 第一停車場（小客車、機車停車場）、公車臨停彎
- 6號出口
  - 客運轉運站、公車臨停彎
- 7號出口
  - 第二停車場（計程車排班區）、第三停車場（小客車停車場）、第四停車場（機車停車場）

### 列車基地
烏日基地位於站區南方2.8公里，以專用側線連接，最多可同時可停放13列車，並有3條股道的檢修廠。

## 歷史
- 2006年10月24日正式啟用[8]。
- 2007年1月5日高鐵「板橋－左營」段通車，開始停靠列車[9]。

## 利用狀況
本站為高鐵三大車站之一，由於車站地緣關係，乘客客源除了台中市居民以外，還有彰化縣北部的居民，且近年來台中市發展程度日益繁榮，2011年起旅客數逆轉超越左營站並持續加速增長，目前進出站人數全線第二高。
根據2024年資料，本站每日旅運量約為72,337人次，在台灣高鐵各站中排行第2名。
| 年   | 歷年旅客人次紀錄 | 歷年旅客人次紀錄 | 歷年旅客人次紀錄 | 歷年旅客人次紀錄 | 歷年旅客人次紀錄 | 歷年旅客人次紀錄 |
| 年   | 全年             | 全年             | 全年             | 全年             | 1日平均          | 1日平均          |
| 年   | 進站             | 出站             | 計               | 來源             | 進站             | 進出站           |
| ---- | ---------------- | ---------------- | ---------------- | ---------------- | ---------------- | ---------------- |
| 2007 | 2,663,913        | 2,579,634        | 5,243,547        | [ 10 ]           | 7,379            | 14,525           |
| 2008 | 5,376,343        | 5,334,439        | 10,710,782       | [ 10 ]           | 14,689           | 29,264           |
| 2009 | 5,598,956        | 5,578,114        | 11,177,070       | [ 10 ]           | 15,339           | 30,622           |
| 2010 | 6,551,948        | 6,487,397        | 13,039,345       | [ 10 ]           | 17,950           | 35,724           |
| 2011 | 7,488,066        | 7,423,118        | 14,911,184       | [ 10 ]           | 20,515           | 40,852           |
| 2012 | 8,213,044        | 8,135,674        | 16,348,718       | [ 10 ]           | 22,440           | 44,668           |
| 2013 | 8,817,710        | 8,727,074        | 17,544,784       | [ 10 ]           | 24,158           | 48,068           |
| 2014 | 9,041,009        | 8,951,044        | 17,992,143       | [ 10 ]           | 24,770           | 49,293           |
| 2015 | 9,483,663        | 9,396,024        | 18,879,687       | [ 10 ]           | 25,983           | 51,725           |
| 2016 | 9,861,980        | 9,784,669        | 19,646,649       | [ 10 ]           | 27,019           | 53,826           |
| 2017 | 10,542,063       | 10,429,504       | 20,971,567       | [ 10 ]           | 28,882           | 57,456           |
| 2018 | 11,112,909       | 11,001,709       | 22,114,618       | [ 10 ]           | 30,446           | 60,588           |
| 2019 | 11,604,259       | 11,492,823       | 23,097,082       | [ 10 ]           | 31,792           | 63,280           |
| 2020 | 9,496,055        | 9,427,100        | 18,923,155       | [ 10 ]           | 25,946           | 51,703           |
| 2021 | 7,299,665        | 7,238,159        | 14,537,824       | [ 10 ]           | 19,999           | 39,830           |
| 2022 | 9,021,383        | 8,971,894        | 17,993,277       | [ 10 ]           | 24,716           | 49,297           |
| 2023 | 12,389,385       | 12,424,634       | 24,814,019       | [ 10 ]           | 33,944           | 67,984           |
| 2024 | 13,237,966       | 13,237,450       | 26,475,416       | [ 10 ]           | 36,169           | 72,337           |

## 相片集

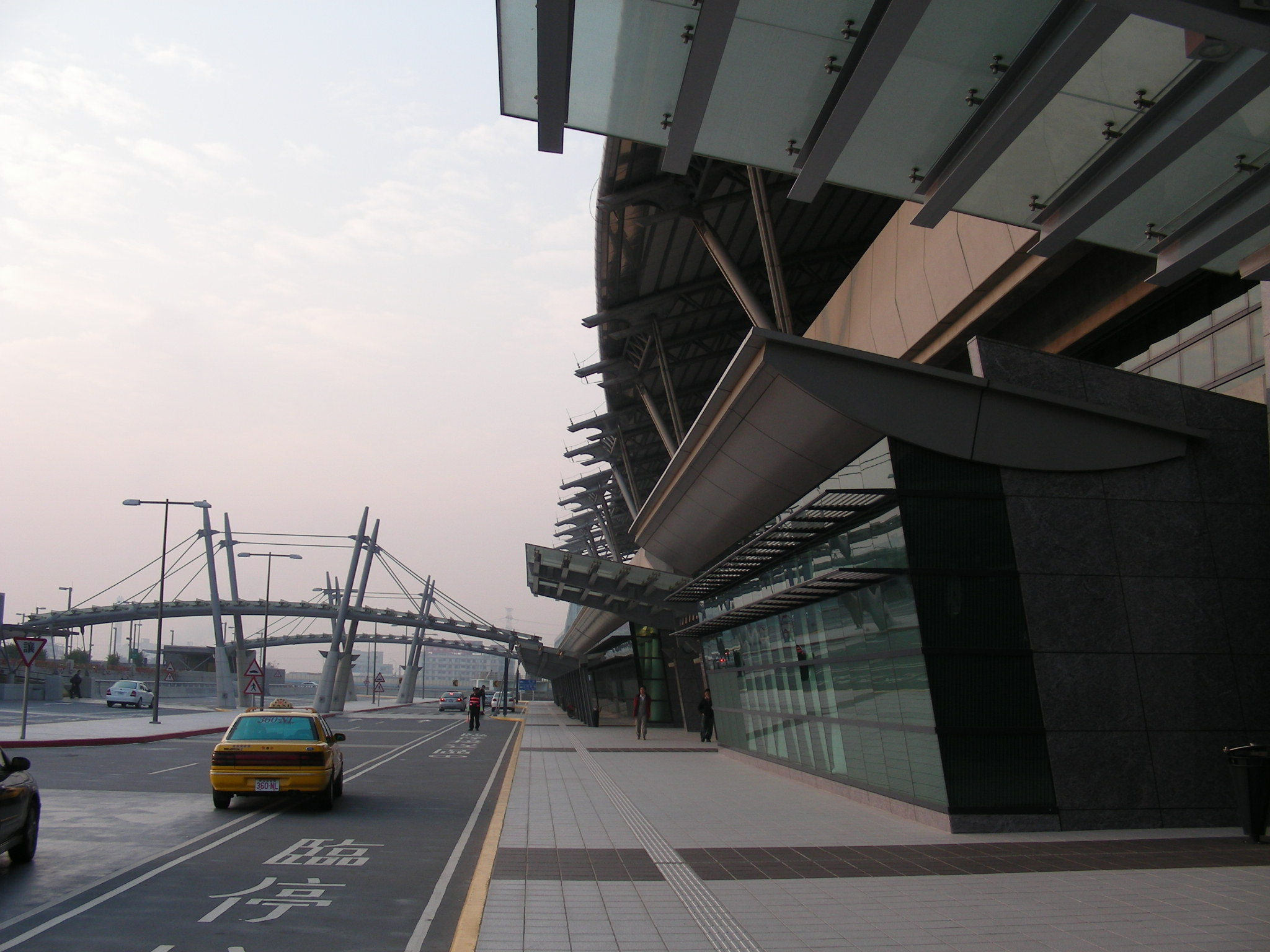
車站正門右側
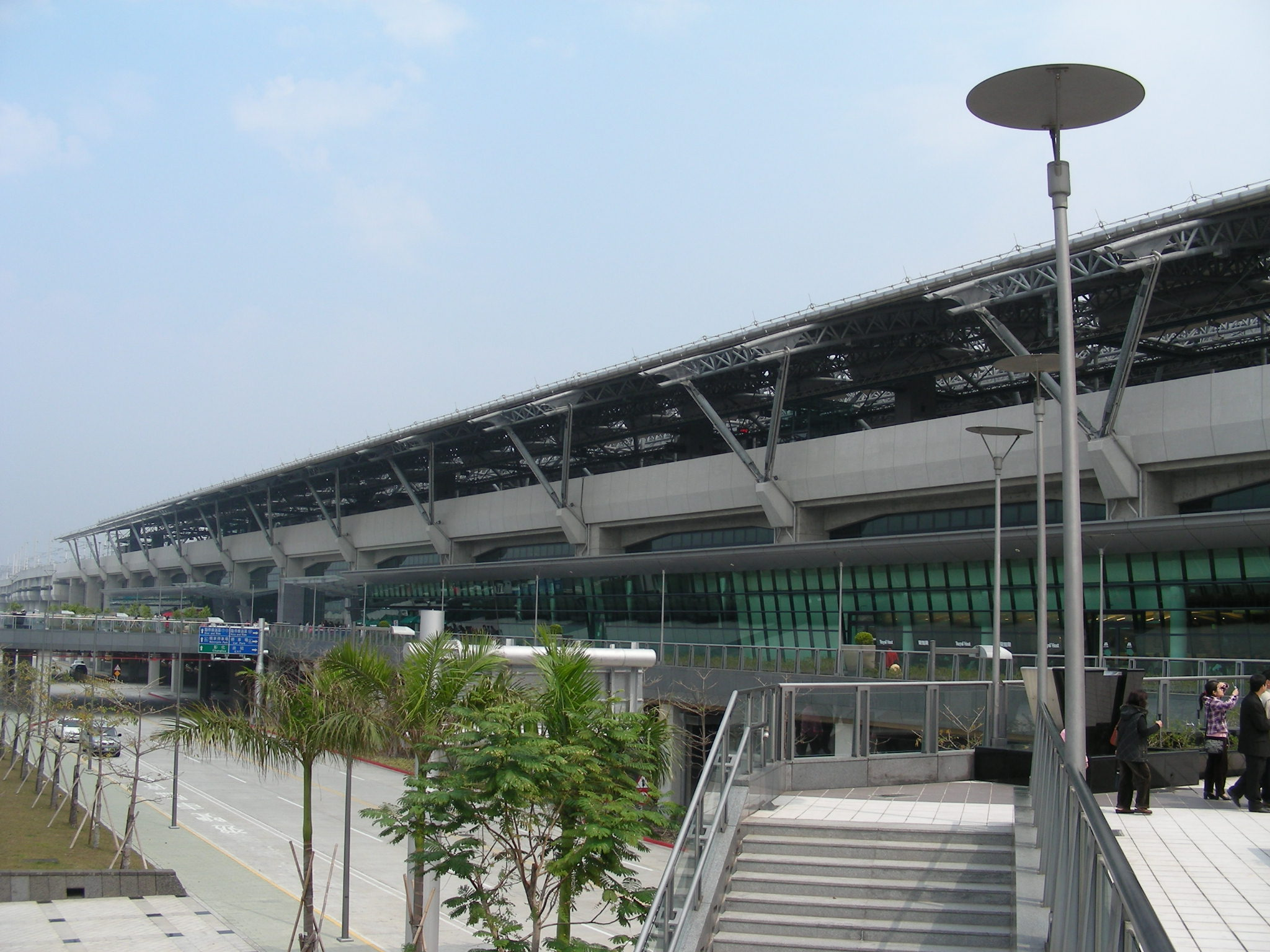
車站後方全景
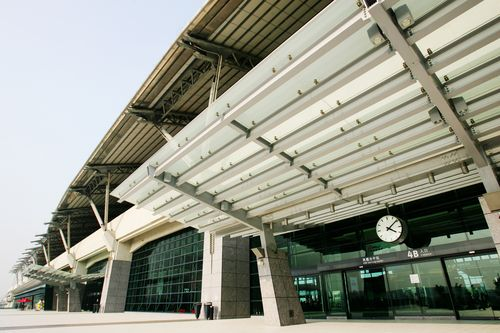
4B出口
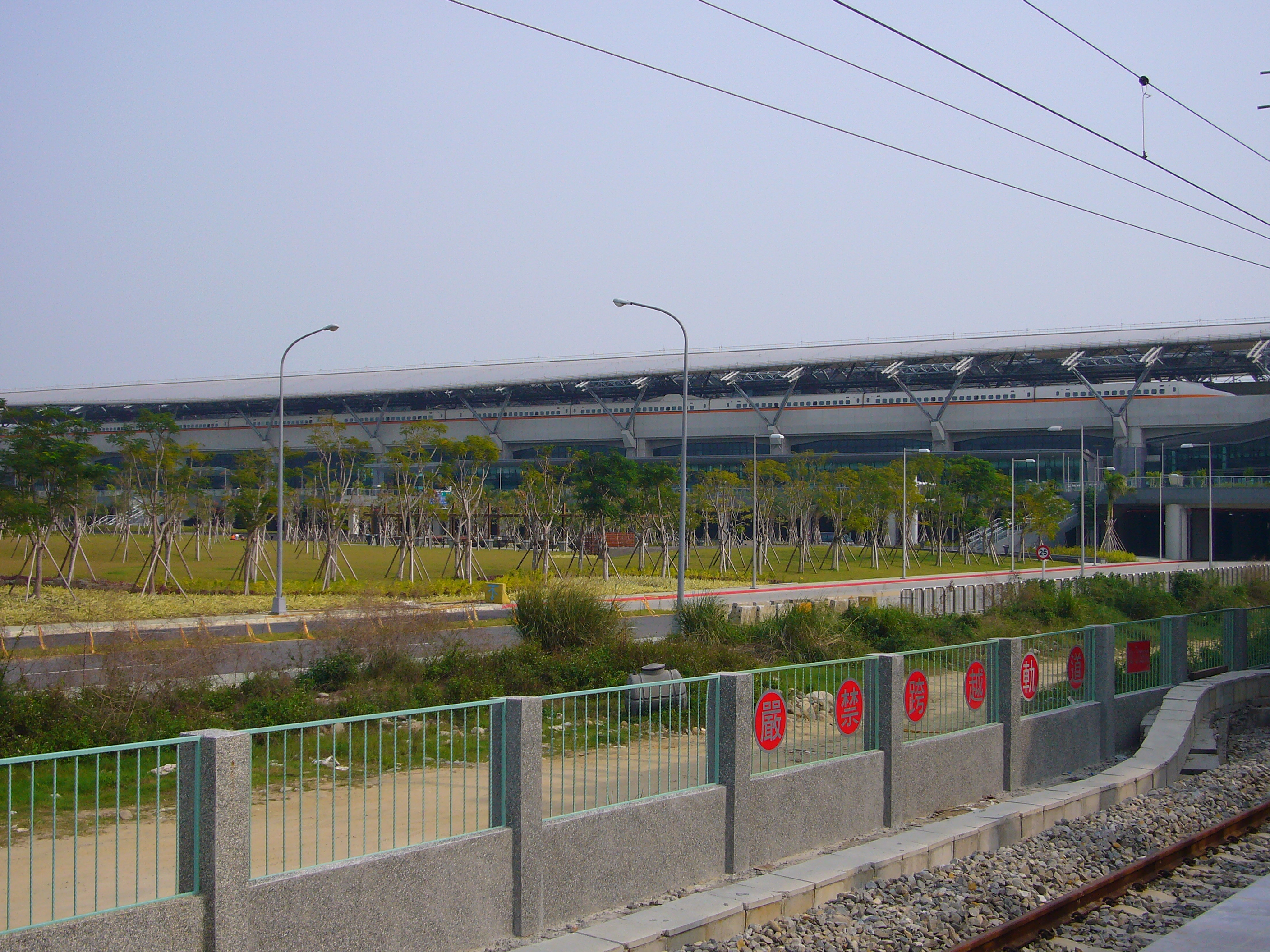
從臺鐵新烏日站看高鐵台中站
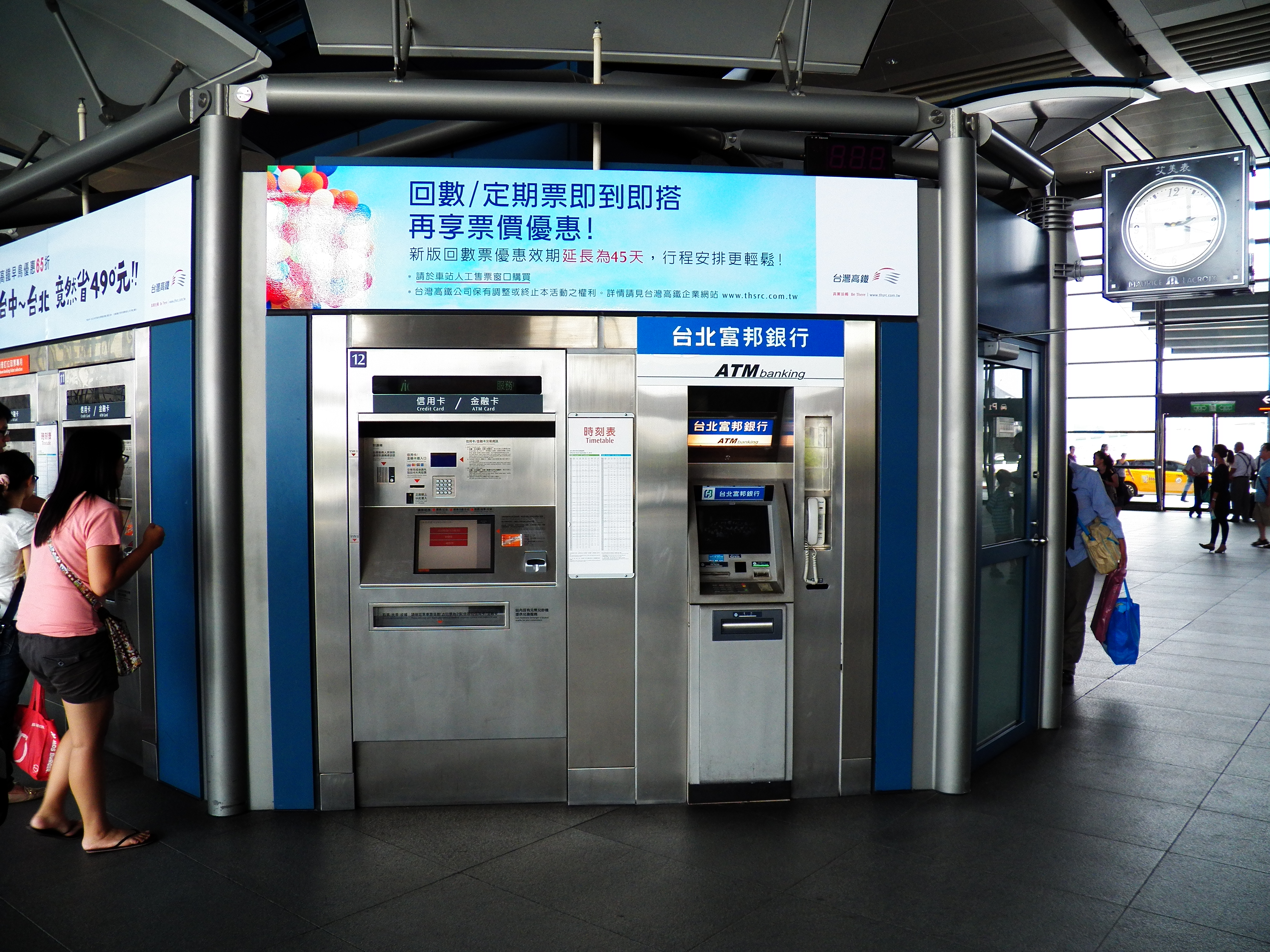
自動售票機
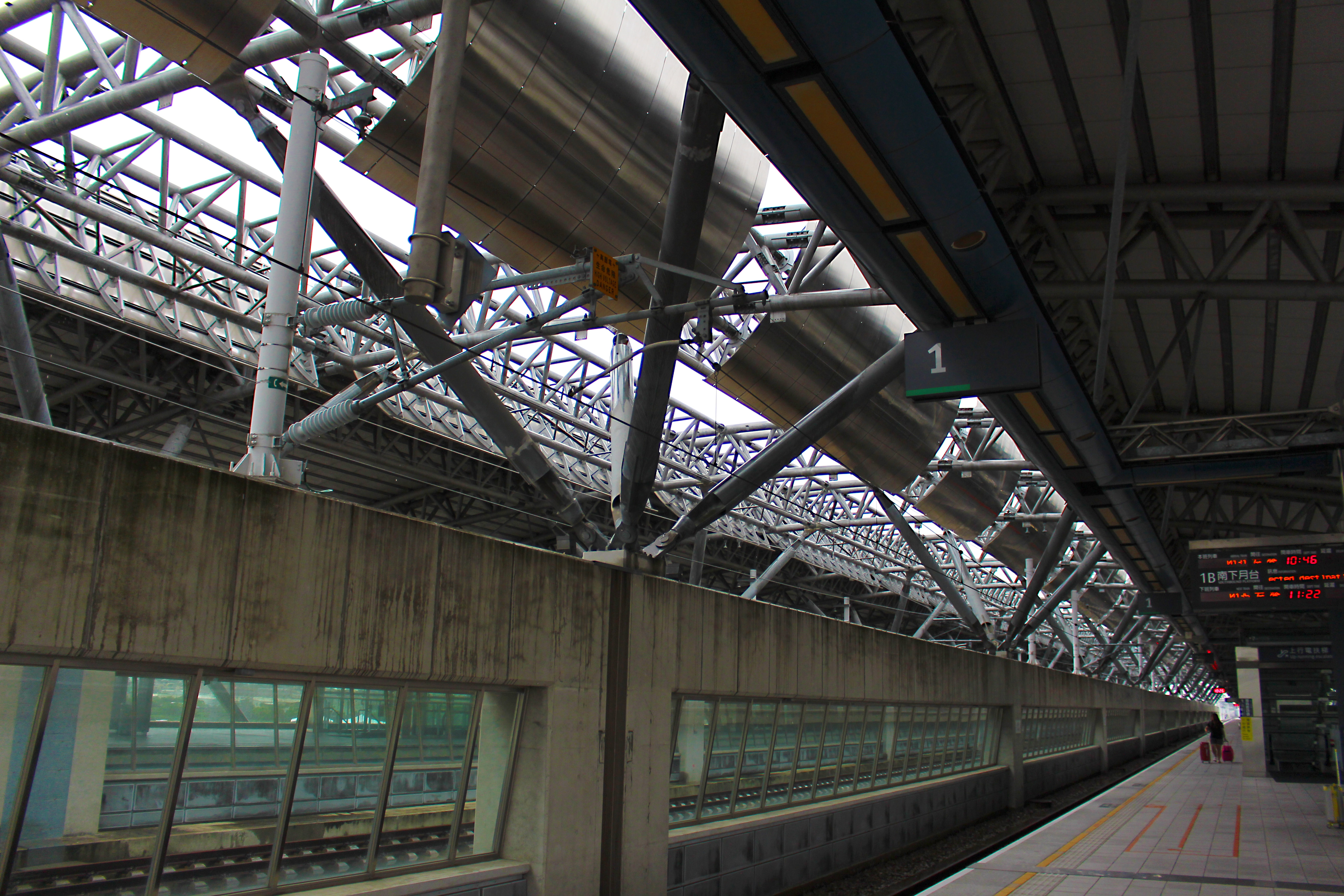
南下1B月台

## 外部連結
- 台中車站（台灣高鐵公司） （页面存档备份，存于）
- 台灣高鐵烏日站(台中高鐵) 轉乘 接駁 公車資訊 (非官方站)
- 交通部高速鐵路工程局 （页面存档备份，存于）